# Калайда, Феофил Клементьевич
Феофил Клементьевич (Климентьевич) Калайда (23 июля 1866 — 22 июля 1942) — русский и советский садовник; директор Никитского ботанического сада в 1922—1928 годах. Герой Труда (1923).

## Биография
Родился 23 июля 1866 года (по другим данным в 1864 году) в селе Гранов Гайсинского уезда Подольской губернии Российской империи, ныне Винницкой области Украины, в семье фельдшера.
В 1886 году окончил Уманское садовоагрономическое училище (ныне Уманский национальный университет садоводства), после чего работал заведующим отделом и переводчиком в Успенском сельскохозяйственном училище Владимирской губернии и Псковском отделении Российского общества садоводства. В 1888—1891 годах продолжил своё образование в Королевском помологическом институте в Проскау (Пруссия), где изучал садоводство.
В ноябре 1893 года Феофил Калайда был назначен на должность ученого-садовода Никитского ботанического сада, одновременно был преподавателем специальных дисциплин — садоводство и прикладная ботаника — в Никитском училище садоводства и виноделия.

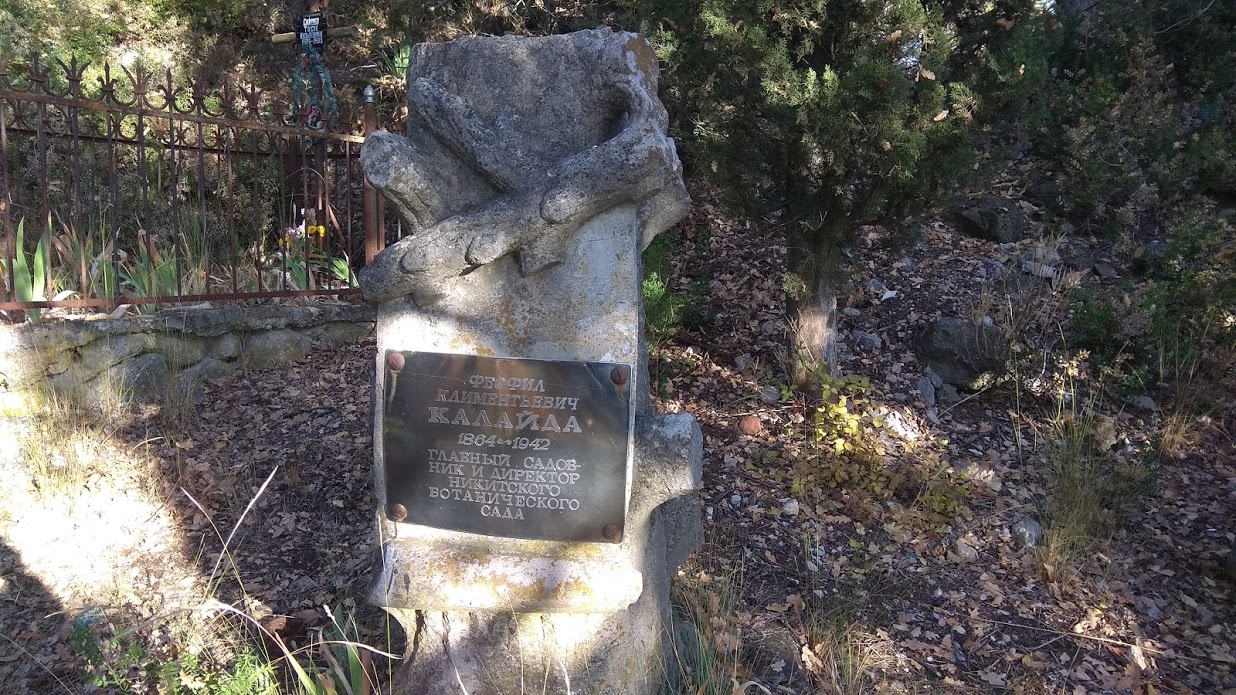
Могила Ф. К. Калайды на Старом кладбище Никиты

В 1900 году был командирован на Всемирную выставку в Париже для изучения и ознакомления с лучшими ботаническими и ландшафтными садами Западной Европы. В 1909 году совершил поездку в Туркестан. В 1911—1915 годах участвовал в закладке Приморского парка в Никите. С 1910 года, в периоды отсутствия директора сада, неоднократно исполнял его обязанности. В 1922—1928 годах являлся директором ботанического сада, по существу став его первым советским директором.
После Октябрьской революции, несмотря события Гражданской войны и частую смену власти в Крыму, не покинул сад, сохраняя его коллекцию. Также оставался здесь и во время Великой Отечественной войны.
Умер 22 июля 1942 года в период оккупации Крыма немецкими войсками. Был похоронен на Старом кладбище посёлка Никита.

## Награды
Золотая медаль на Первой выставке растениеводства в Гаграх (1903). Удостоен званий «Герой Труда» (1923) и «Заслуженный деятель науки РСФСР» (1940).
В архивах Санкт-Петербурга имеются документы, относящиеся к Ф. К. Калайде.